# Ролстон, Марк
Марк Ролстон (род. 7 декабря 1956) — американский актёр, известный по ролям Дрэйка в «Чужих», Эриксона в «Пиле V» и Уорена Расса в «Часе пик».

## Карьера
Ролстон играл Дрэйка в «Чужих» (1986), Ганса в «Смертельном оружии 2» (1989), Стефа в «Робокопе 2» (1990), Богза Диамонта в «Побег из Шоушенка» (1994), Дж. Скара в «Стирателе» (1996), Дэнниса Уилсона в «Дневном свете» (1996), Уэйна Брюса в «Ливне» и спецагента Уорена Расса в «Час пике». Ролстон также снимался в фильме Мартина Скорсезе «Отступники», снятого в 2006 году, и также появился в телевизионном фильме ужасов «Игра на выживание». Многие из ролей Марка являются роли злодеев, благодаря его фирменному ледяному взгляду. В 2008 и 2009 годах он снялся в фильмах «Пила V» и «Пила VI».
В 1994 году он играл Карла Мюллера, осуждённого убийцу, в телесериале «Вавилон-5» в эпизоде «Цена милосердия», а также появился в 2 эпизодах «Секретных материалов»: «Красный музей», где сыграл Ричарда Одина и Sein und Zeit, где сыграл роль Бада Лапьера. Марку Ролстону было изначально предложено озвучивать Огненного жука в мультсериале «Бэтман», но его характер был признан непригодным, и предложение отклонили. Однако Ролстон озвучил Огненного жука в продолжении мультсериала, «Новые приключения Бэтмена», а также Лигу Справедливости. В 2004 году Ролстон был приглашённой звездой в телесериале «24 часа».
Марк Ролстон также сыграл незначительную роль Аластара в сериале «Сверхъестественное», а также небольшую роль во втором сезоне сериала «Обмани меня».
Марк Ролстон озвучивал компьютерные игры Blade Runner (1997), Turok (2008) и Halo 4 (2012). Он также снимался в эпизоде «Жажда крови» сериала «Мыслить как преступник», где сыграл роль шерифа Дона Холла, который просит помощи у Отдела Анализа Поведения, чтобы выяснить, кто стоит за серией жестоких убийств.
Марк Ролстон получил постоянную роль Лекса Лютора в мультсериале «Юная Лига Справедливости»; актёр Клэнси Браун, снимавшийся в фильме из «Побег из Шоушенка» также озвучивал эту роль.

## Семья
Ролстон родился в Балтиморе, штат Мэриленд, в семье Эвелин Беверли (урождённая Штурм) и Томаса Джорджа Ролстона, который был программистом. Марк женат на актрисе Салли Энн Хьюз, отец троих детей: Адама, Тимоти, Томаса.

## Фильмография

### Фильмы
| Год  | Название                            | Оригинальное название               | Роль                          | Примечания |
| ---- | ----------------------------------- | ----------------------------------- | ----------------------------- | ---------- |
| 1986 | Чужие                               | Aliens                              | Марк Дрэйк                    |            |
| 1987 | Четвёртый протокол                  | The Fourth Protocol                 | Русский декодер               |            |
| 1988 | Краденое небо                       | Steal the Sky                       | полковник Бухарин             |            |
| 1989 | Проверка на выживание               | Survival Quest                      | Джейк Кэннон                  |            |
| 1989 | Смертельное оружие 2                | Lethal Weapon 2                     | Ханс                          |            |
| 1989 | Скакун                              | Prancer                             | Херб Дриер                    |            |
| 1990 | Импульс                             | Impulse                             | Человек в баре                |            |
| 1990 | Робот-полицейский 2                 | RoboCop 2                           | Стеф                          |            |
| 1993 | Тело как улика                      | Body of Evidence                    | Детектив Риз                  |            |
| 1994 | Сканнер-полицейский                 | Scanner Cop                         | лейтенант Гарри Браун         |            |
| 1994 | Побег из Шоушенка                   | The Shawshank Redemption            | Богз Даймонд                  |            |
| 1995 | Лучшие из лучших 3                  | Best of the Best 3: No Turning Back | Донни Хансен                  |            |
| 1995 | Западня                             | The Set-Up                          | Рэй Харрис                    |            |
| 1996 | Стиратель                           | Eraser                              | Дж. Скар                      |            |
| 1996 | Дневной свет                        | Daylight                            | Дэннис Уилсон                 |            |
| 1998 | Я проснулся рано в день моей смерти | I Woke Up Early the Day I Died      | Продавец хот-догов            |            |
| 1998 | Ливень                              | Hard Rain                           | Уэйн Брюс                     |            |
| 1998 | Письма убийцы                       | Letters from a Killer               | О’Делл                        |            |
| 1998 | Час пик                             | Rush Hour                           | специальный агент Уоррен Расс |            |
| 1999 | Столик на одного                    | A Table for One                     | Том Бернард                   |            |
| 2002 | Жаркий день                         | Scorcher                            | Специальный агент Кэллауэй    |            |
| 2002 | Шоссе                               | Highway                             | Бёрт Миранда                  |            |
| 2005 | Охота на призраков                  | Chasing Ghosts                      | Фрэнк Андерсон                |            |
| 2005 | Чудо в Ручье мудреца                | Miracle at Sage Creek               | Капитан Джонсон               |            |
| 2006 | Отступники                          | The Departed                        | Тимоти Делахант               |            |
| 2007 | Охотник за головами                 | Protecting the King                 | Фрэнк                         |            |
| 2008 | Психушка: Сойти с ума               | Asylum                              | Доктор                        |            |
| 2008 | Пила V                              | Saw V                               | Дэн Эриксон                   |            |
| 2009 | Исчезновение                        | Not Forgotten                       | Агент Уилсон                  |            |
| 2009 | Пила VI                             | Saw VI                              | Дэн Эриксон                   |            |

### Компьютерные игры
| Год  | Название                 | Роль                  | Примечания |
| ---- | ------------------------ | --------------------- | ---------- |
| 1997 | Blade Runner             | Кловис                |            |
| 2000 | Nox                      |                       |            |
| 2008 | Turok                    | Коул                  |            |
| 2009 | Dragon Age: Origins      |                       |            |
| 2012 | Halo 4                   | Капитан Эндрю Дел Рио |            |
| 2013 | Injustice: Gods Among Us | Лекс Лютор            |            |
| 2013 | Batman: Arkham Origins   | Детстроук             |            |
| 2023 | MARVEL Человек-Паук 2    | Норман Озборн         |            |